# III. Ince pápa
III. Ince (Gavignano, 1160. november 23. Perugia, 1216. július 16.) a katolikus egyház történetének 176. pápája. A történetírók egyöntetűen őt tekintették a középkor leghatalmasabb pápájának, akinek pontifikátusa alatt állt a katolikus egyház hatalmának tetőpontján. Sikerült elérnie, hogy Európa minden fejedelme és uralkodója elismerje a pápa elsőségét, és az egyetemes egyházon belül is sikerült ezt biztosítania. A fiatalon fellépő egyházfő tizennyolc éves uralkodása átrajzolta a pápai állam határait, de a kontinens politikai térképét is. Korának minden fontosabb hatalmi vitájába belevetette magát, és kiváló diplomáciai érzékével ritkán maradt alul. Ezért több krónika is megemlíti, hogy Incét elsősorban nem szent élete tette naggyá, hanem politikai befolyása és pályája.
Az egyházi tilalmakat (interdictum) és a kiközösítéssel való fenyegetést politikai fegyverként felhasználva kényszerítette a fejedelmeket és uralkodókat, hogy engedelmeskedjenek döntéseinek. Kiterjesztette a keresztes háborúk hatókörét, hadjáratokat indítva a muszlim Ibéria és a Szentföld ellen, továbbá az albigensek (katharok) ellen. 1215-ben elnökölt a negyedik lateráni zsinaton.

## A tiara előtt
Lotario de'Conti di Segni néven látta meg a napvilágot Segni grófi családjában, az Anagni közelében fekvő Gavignanóban. 1160–1161 körüli világrajöttekor apja, Trasimund (1130 k.– ?) volt a Rómához közeli grófság feje, míg anyja, Claricia Scotti Közép-Itália befolyásos nemesi családjának leszármazottja volt. A família kiemelkedő szerepet játszott a pápaság történetében, hiszen az egyház pártján többször is fegyvert ragadtak, és nem kevesebb mint kilenc egyházfőt adtak a katolikus egyháznak.
A pápához hű család előtt nem is volt kérdés, hogy Lotario taníttatását az egyházra bízzák. A gyermeket nem kisebb rokon segítette, mint a későbbi III. Kelemen pápa, Lotario nagybátyja. Segítségével a kor legkiválóbb iskoláiban tanulhatott. Római tanulmányai után teológiát tanult Párizsban Peter de Corbeil útmutatása mellett. Ezek után Bolognába utazott, ahol jogi tanulmányokat végzett. Ez utóbbi tudása kiemelkedő szerepet kap pontifikátusa alatt. Gyakran nevezik Incét a kánonjog atyjának is.
Tanulmányait röviddel III. Sándor pápa halála után fejezte be. Ekkor visszatért Rómába és a pápai kúria szolgálatába állt. III. Luciusz, III. Orbán, VIII. Gergely és III. Kelemen rövid pontifikátusa alatt különböző hivatalokat töltött be a pápa udvarában. VIII. Gergely szubdiakónusnak szentelte fel, majd Kelemen uralkodása alatt a velabrói Szent György-templom templom diakónus-bíborosa lett, később 1190-ben pedig a római Szent Sergius és Bacchus-templomba helyezték át. Később a Szent Prudentiana-templom bíborosa lett preszbiteri rangban. Az egyház nehéz évei során kiváló szolgálatot tett a pápáknak, azonban III. Celesztin pápa trónra lépése után nyugalomba kellett vonulnia, ugyanis az egyházfő az Orsini családból származott, akik a Contik esküdt ellenségei voltak. Az ellenségeskedések elkerülése végett Lotario bíboros visszavonult a pápai udvartól, valószínűleg Anagniba. Idejét imádsággal és értekezések írásával töltötte, míg 1198. január 8-án Celesztin meghalt. A konklávé még aznap összeült, hogy megválassza a pápa utódját, aki már pontifikátusa alatt utódot akart jelölni trónjára Giovanni di Colonna személyében. A bíborosok kollégiuma azonban egyhangúlag Lotario de'Conti mellett döntött.

## A középkor legmeghatározóbb pontifikátusa
Az ősi Septizodium épületében összeült bíborosi kollégium 1198. január 8-án tehát Lotariót választotta meg Szent Péter trónusára. Mindössze harminchét évesen foglalta el az egyház legfőbb hivatalát, és felvette a III. Ince uralkodói nevet.

### Ince állama
Ince ugyan az egyház történetének egyik legifjabb pápájaként foglalta el az egyházfői trónt, mégis kortárs krónikások és politikusok szerint egy cseppet sem ingott meg bizalma az általa kijelölt útban. Kiváló politikai érzékkel építette fel pontifikátusának állomásait. Felismerve az európai politikai lehetőségeket, végre érvényt akart szerezni az egyház egyetemes hatalmának. Erre már VII. Gergely pápa óta törekedtek az egyházfők, de egyikük sem mert olyan élesen ezen érdekek mellett kiállni, mint Ince. Persze az is a pápa kezére játszott, hogy a nagy ellenfél, a Német-római Birodalom VI. Henrik császár 1197-es halála óta nem talált önmagára, és nem alakulhatott ki erős központi hatalom.
Mindezt az újdonsült pápa kiválóan átlátta, és erős kézzel hozzálátott az egyház világhatalmi pozíciójának kiépítéséhez. Elsőként saját háza táján rakott rendet. Jogászként több reformot is hozott, de ami sokkal fontosabb, hogy úgy gondolta, igazán nagy súlyt csak akkor tud képviselni az európai politikában, ha mögötte egy feudális állam áll. A pápai állam megerősítését pedig a több évtizede forrongó Róma megtörésével kezdte.
A császár által támogatott nemesi ellenzéket a német-római belviszályok miatt egyszerűen megtörhette. A pápai birtokok seregeit összegyűjtve nyomást gyakorolt a város prefektusára, aki a császár megbízottjaként állt Róma élén, hogy tegye le hűbéri esküjét kezébe. Ezek után a római népet képviselő szenátus vezetőjét is ugyanerre kényszerítette, majd miután ez nem akart esküt tenni a pápának, erővel eltávolította őt a szenátus éléről, és saját emberét helyezte a nép akaratának élére. A nemességet pénzzel kibékítette, és a maga oldalára állította.
Ince nagysága tehát már uralmának első pár évében megmutatkozott. De az erős háttérállam az ő ideái szerint nem csupán Rómára terjedt ki. Új közigazgatási rendszerrel szorosabbra fűzte a Patrimonium Petri és az Apostoli Szentszék közötti viszonyt, majd Itália többi részére is igyekezett kiterjeszteni hatalmát. A névlegesen a pápák uralma alá tartozó Ancona és Romagna területét is igyekezett megszerezni. Az itáliaiak németellenességét próbálta kijátszani saját céljai érdekében, amely Anconában sikerrel is járt. A város és a körülötte fekvő Marche tartomány területe inkább a pápa uralma alá helyezte magát, mint hogy vállalja az újabb német megszállást. Romagna urát azonban a pápai követeknek ki kellett átkozniuk, majd a pápai sereg hathatós beavatkozására is szükség volt, hogy a terület végül a tiara területévé váljon. A Patrimonium Petri Rómával azonban távol esett az Adriai-tenger partján fekvő Romagnától és Anconától, ezért Ince a pápai területek egyesítéséért elfoglalta a közbenső területeket is. A két terület között fekvő Spoletói Hercegség, Assisi és Sora területeivel Ürslingeni Konrád uralma alá tartozott. A pápai átok, és a javarészt németellenes itáliaiakból álló pápai sereg ezt a területet is Róma hatalma alá vonta. Az egyházi állam Ince pápa korában érte el legnagyobb kiterjedését, még akkor is, ha a korábban oly sokszor vita tárgyát képző matildi birtokok nem véglegesen kerültek a pápa hatósága alá. Később Romagna és Toszkána is kivonta magát a pápa közvetlen fennhatósága alól, de mindvégig Ince hűbéresei maradtak.

#### Szicília, Ince gyámoltja
VI. Henrik német-római császár halála nemcsak a német területeken hozott hatalmi válságot, hanem Henrik másik trónján, Szicíliában is. Itt a trónra törvényes utódját, a mindössze négyéves II. Frigyest állították. A gyermek uralkodó helyett anyja, Konstancia királyné uralkodott, és védelmezte gyermeke hatalmát a normann bárók és grófok ellen. A királyságban ugyanis nem vették jó néven, hogy trónjukat ismét egy német fogja betölteni. Az egyre erősödő ellenérzések megrémisztették Konstanciát, ezért a régens királyné Incéhez fordult segítségért és megerősítésért. A pápa súlyos feltételeket szabott a régens királynénak a támogatásáért cserébe. Elsőként a Szicíliai Királyságot a pápa hűbérbirtokának minősítették, majd Konstanciának vissza kellett vonnia az úgynevezett Négy Fejezetet, amelyben I. Vilmos IV. Adorjántól különböző előjogokat kényszerített ki.
Mindezek tisztázása után Ince 1198 novemberében kiadott bullájában megerősíti Frigyes trónját. Nem sokkal a bulla kiadása után Konstancia meghalt, és végakaratában a pápát jelölte ki koronás gyermeke gyámjának és az árva király trónusának védelmezőjének. Ince kilenc éven át uralkodott a Szicíliai Királyság felett, és igen önzetlenül őrizte Frigyes hatalmát. 1209-ben a gyermek pozíciójának megerősítése érdekében feleségül kérte Frigyes számára Imre, magyar király özvegyét, Konstanciát.

### A Szent Birodalom és Ince
Miután sikerült megerősítenie az egyház hatalmát Itáliában, elérkezett az idő, hogy a pápaság örök ellensége és ugyanakkor világi támogatója, a Német-római Birodalom is behódoljon a pápák hatalmának. A politikai helyzet igazán kiváló alkalmat teremtett a pápának ehhez, ugyanis VI. Henrik császár halála után a választófejedelmek két német királyt választottak meg a birodalom élére. A ghibellinek 1198. március 6-án megválasztották Sváb Fülöpöt, és Mainzban fejére is helyezték a koronát szeptember 8-án. A guelfek ugyanazon év áprilisában választották meg IV. Ottót királlyá és július 12-én Aachenben az ő fejére is korona került. Ince pontosan tudta, hogy az egymás ellen küzdő feleknek létkérdés a pápai elismertség, így a császároknak ő tudott diktálni.
Trónra lépése után azonnal pápai legátust küldött Németországba. Sutri püspöke és a Sant'Anastasio-kolostor apátja azzal a pápai paranccsal érkeztek meg Sváb Fülöphöz, hogy szabadítsák őt fel a III. Celesztin pápa által kirótt pápai átok alól, azzal a feltétellel, hogy Fülöp az egyháznak adja toszkániai birtokait és szabadon engedi a szicíliai uralkodó egyik rokonát. Fülöp mindössze szóbeli ígéretet tett Sutri püspökének, mire az feloldotta az átkot. Ezek után Fülöp és hamarosan Ottó is levélben kérte Incét, hogy koronázza császárrá őket. Míg a pápa megpróbált ígéreteket kicsikarni a felekből, Fülöp és Ottó háborút robbantott ki egymás ellen. Róma álláspontja csak később kezdett világossá válni, amikor Ince elítélte Sutri püspökének cselekedetét, és Fülöptől a szóbeli ígéret betartását követelete. Fülöp ezt megtagadta, és ráadásul sértő levelet küldött a Lateránba, miszerint Ince Ottó pártján beavatkozik a birodalom ügyeibe, amihez a pápáknak semmi joguk. Mindezek után Ince levélben tudatta Fülöppel, hogy miután a császár a pápától kapja a koronát, az egyháznak joga van beleszólni a választásba. 1201-ben pedig az egyházfő nyíltan Ottó mellé állt. Július 3-án a birodalom pápai legátusa, Palestrina bíborosa Kölnben tudatta a német hercegekkel, hogy Ince IV. Ottót ismeri el német királynak, és aki ezt nem tartja tiszteletben, azt egyházi átok sújtja.
Ezen felül 1202 májusában Ince elküldte Venerabilem című dekrétumát Zähringen hercegének, amelyben a pápa leírja a német hercegeknek az egyház és a birodalom kapcsolatát. A híressé vált mű később kánoni jogra is emelkedett. A dekrétum öt pontban foglalta össze Ince gondolatait, amelyek kifejezik a pápa pontifikátusának egész filozófiáját.
- Elsőként a pápa elismeri, hogy a német hercegeknek joguk van megválasztani a német királyt, aki később német-római császár lesz.
- Ezt a jogot a hercegek az Apostoli Széktől kapták, amikor a bizánci császár jogait a pápák átruházták Nagy Károlyra.
- A megválasztott király személyének tüzetes vizsgálata és annak eldöntése, hogy a király valóban méltó a császári címre, a pápa joga. Az egyházfő feladata felkenni, felszentelni és megkoronázni a császárt, de ha vizsgálódása során kiderül, hogy a király egyházi átokkal van sújtva vagy eretnek tanokat követ, joga van megtagadni ezeket.
- Ha a pápa nem találja méltónak a királyt a császári koronára, akkor a hercegeknek új királyt kell választaniuk, vagy ha ezt megtagadják, akkor maga a pápa jelöli ki az új császárt, hiszen az egyháznak szüksége van egy hű világi támogatóra.
- Ha a hercegek két királyt is választanak, akkor a pápának először meg kell próbálnia egyezségre bírni a hercegeket. Ha ez nem sikerül, és egy bizonyos idő elteltével sincs egyezség, akkor a hercegeknek fel kell kérni az egyházfőt, hogy döntsön a jelöltek között. A pápa hivatalának szentségéből fakadóan dönt a két király között, amelynek alapját nem a törvényesség képzi, hanem az uralkodói képességek.

Ince dekrétumát a hercegek nagy része elfogadta, hiszen Ottó hatalma akkorra nem csupán az egyház támogatását nyerte meg, hanem a hercegek nagy részét is a maga oldalára állította. Azonban 1203-ra ez teljesen megváltozott. Ottó támadó személyisége, és következetlen politikája során még legközvetlenebb barátjai közül is álltak át Fülöp oldalára. Az egyházat is megsértette, ezért Ince is átpártolt Fülöp táborába. 1207-ben a pápa legátust küldött Ottóhoz, hogy az mondjon le a trónról Fülöp javára. 1208. június 21-én azonban Wittelsbach Ottó meggyilkolta Fülöpöt, és ezzel eldőlt a hatalmi vetélkedés. November 11-én a frankfurti birodalmi gyűlésen a hercegek egyhangúlag Ottót választották meg német királynak, és Ince is meghívta őt Rómába, hogy fejére helyezze a császári koronát.
1209. október 4-én Ottót a Szent Péter-bazilikában császárrá koronázták, azonban a ceremóniát hosszas tárgyalások előzték meg a Lateránban. Ince súlyos feltételeket szabott Ottónak a koronáért cserébe. Először is a leendő császárnak végleg le kellett mondania Spoleto, Ancona és a matildi javak birtoklásáról. Ottónak ígéretet kellett tennie, hogy Szicília trónját nem tekinti sajátjának, és segít a pápának a királyság kormányzásában. Ezen felül garantálnia kellett az egyházi személyek szabad választását, és a pápa jogait és hierarchikus pozícióját is el kellett ismernie. Ezen felül Ottó lemondott az itáliai regáliákról és a jus spoliiról, azaz a végrendelet nélkül meghaló klerikusok javadalmainak elkobzásáról. Az eretnekek kiirtására is ígéretet tett a pápának.

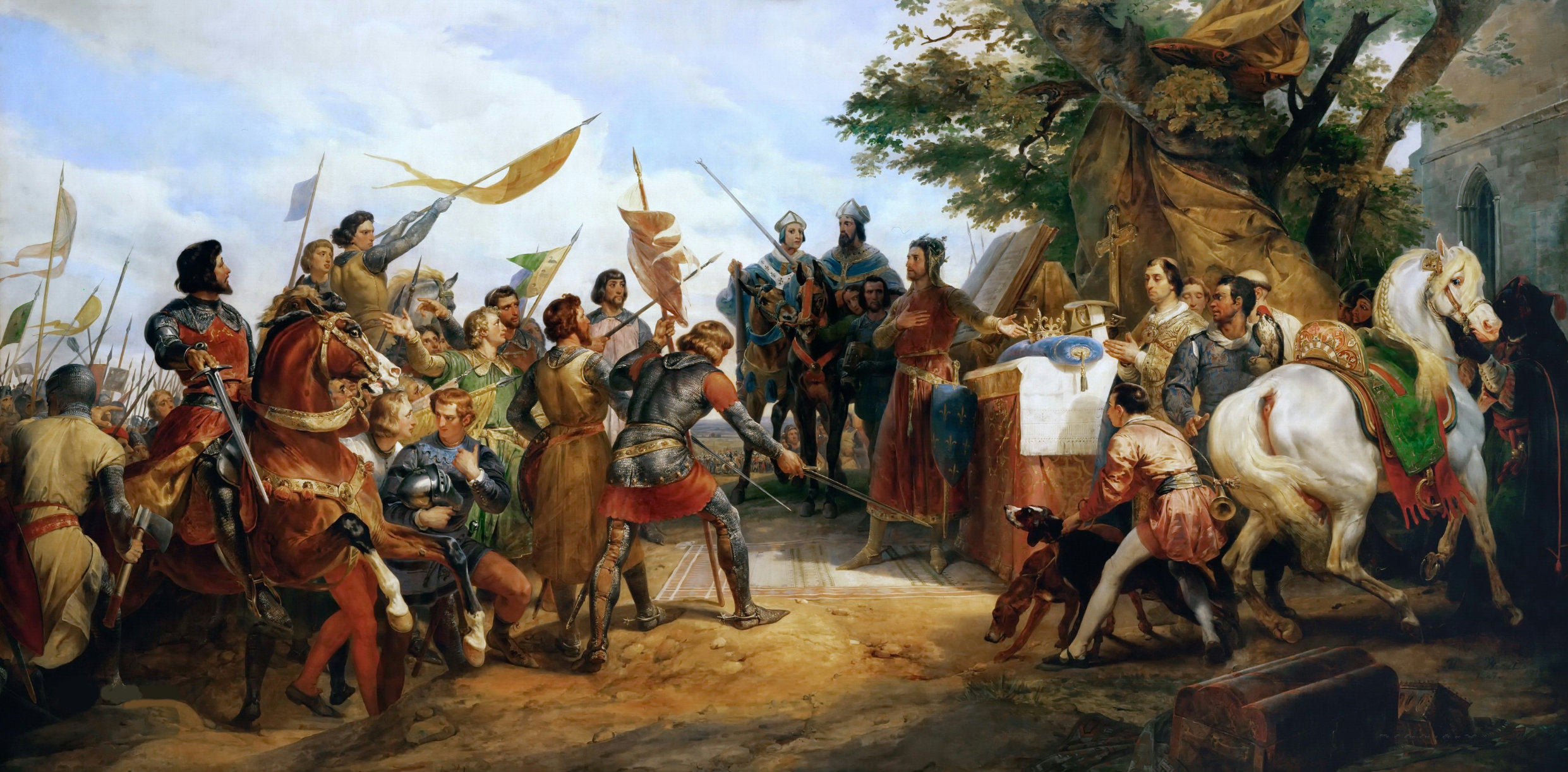
II. Fülöp Ágost a bouvines-i csata után Horace Vernet festményén

De a koronázási mise harangjai alig halkultak el Rómában, Ottó azonnal sereget szervezett, és elfoglalta Anconát, Spoletot valamint a matildi birtokokat, amelyeket barátjai, szövetségesei között osztott szét. Ez utóbbiak közé kerültek II. Frigyes király ellenségei is, amely előkészítette Ottó szicíliai hadjáratát. A háborúban a császár Frigyest el akarta űzni a trónról, és Ince hűbériségét is meg akarta szüntetni. A pápa hevesen támadta Ottó politikáját, azonban a császár nem törődött a szavaival. Ezért 1210. november 18-án egyházi átokkal sújtotta őt, majd 1211. március 31-én a római zsinaton ezt ki is hirdette. Ezek után Ince II. Fülöp Ágost francia királyhoz és a német hercegekhez fordult, akikkel elismertette az egyházi átok jogosságát. Ez egyúttal azt is jelentette, hogy a birodalmi nemesség és Európa egyik leghatalmasabb uralkodója elismeri Ottó trónfosztását. 1211 szeptemberében Nürnbergben a birodalmi gyűlés a trónt üresnek nyilvánította, és arra II. Frigyest szavazta meg. A választást megismételték az 1212. december 2-án Frankfurtban összehívott gyűlésen is, amelyen Fülöp Ágost király is jelen volt.
1215. július 12-én Aachenben Frigyes fejére szállt a császári korona, amely előtt Ince ugyanazon feltételeket szabta Frigyesnek, mint Ottónak. Itt azonban nagyobb hangsúlyt kapott a szicíliai és a német trón egyesítésének tilalma. IV. Ottó a nürnbergi birodalmi gyűlésről hírt kapva azonnal hazautazott, de a hercegek közül csak páran álltak az oldalára. A trónjától megfosztott Ottó rokoni szálait felhasználva Földnélküli János, angol királlyal szövetségre lépett, és hadat üzent a választást elismerő Fülöp Ágost Franciaországának. A harcok az 1214. július 27-ei bouvines-i csatában Ottó vereségével végződtek. A bukott császárnak el kellett ismernie Ince hatalmát, és minden befolyását elveszítve 1218-ban halt meg. A trón tehát szilárdan a pápa gyámoltjának, II. Frigyesnek a kezébe került.

### Európai fennhatóságának állomásai

#### Francia miliő
Ince magát nemcsak a Laterán és az egyház fejének tekintette, hanem az egész kereszténység felelős urának is. Ezt a hivatalt pedig úgy akarta betölteni, hogy a katolikus vallású uralkodókat mint országuk népének képviselőit igyekezett szemmel tartani, és ha szükségét látta, beavatkozni azok politikájába. Szinte nem is volt olyan európai állam, amellyel Ince ne tartotta volna a kapcsolatot. Amikor felszentelték hivatalába, azonnal levelet írt Nyugat-Európa két hadban álló hatalmasságának, Fülöp Ágost királynak és Oroszlánszívű Richárd angol uralkodónak, hogy kössenek békét, vagy legalább öt évnyi fegyverszünetet. A pápa megengedhetetlennek tartotta, hogy keresztények egymás vérét ontsák. A nyomatékosítás érdekében Franciaországba küldte Pétert, Capua bíborosát, hogy személyesen kérje a két uralkodó békéjét, vagy különben mindkettőjük országát interdiktum alá helyezi a pápa. Végül a levél és Péter hatására II. Fülöp Ágost és Richárd 1198 januárjában fegyverszünetet kötött Vernon és Andely városa között.
A háború elmúltával Fülöp Ágost más szórakozás után nézett, amely ugyancsak felingerelte az egyházat. A francia uralkodó megtagadta törvényes feleségét, Ingeburgát, Dánia hercegnőjét és a merániai herceg leányát, Ágnest csábította el. Péter, Ince legátusa ismét interdiktummal fenyegette meg az uralkodót, ha egy hónapon belül nem tér vissza feleségéhez. Fülöp nem foglalkozott a pápa figyelmeztetésével, így az 1199. december 12-én beváltotta fenyegetését, és egész Franciaországot interdiktum alá helyezte. Az uralkodó kilenc hónapon át önfejűen ragaszkodott Ágneshez, azonban a bárók és a francia nép is forrongani kezdett ellene, így Fülöp végül 1200. szeptember 7-én lemondott ágyasáról. A siker azonban nem volt teljes, hiszen Incének még tizenhárom évébe került, mire Fülöp végre kibékült Ingeburgával.

#### Canterbury trónja
A 13. században felemelkedő Anglia is Ince figyelmének középpontjába került, amikor 1205-ben meghalt Canterbury érseke, Hubert. Az érseki szék betöltéséről a Christ Church szerzetesei kizárólagos joguk alapján akartak dönteni, azonban az uralkodó és a püspökök sem akarták elfogadni a szerzetesek jogát, ugyanis mindkét félnek érdekei fűződtek a szék betöltéséhez. Így a szerzetesek titokban döntöttek, és az éj leple alatt saját priorukat, Reginaldot választották meg Canterbury érsekének. A választás törvénytelen volt, hiszen sem a püspökök sem a király nem adta áldását Reginaldra, mégis a szerzetesek útnak indították választottjukat Rómába, hogy az ott elnyerje a pápa támogatását. A szerzetesek nem akarták nagydobra verni a választást, hogy jelöltjük egyedül álljon Ince trónusa előtt, ezért kikötötték Reginaldnak, hogy csak Rómában tegye közzé megválasztását. Azonban az érsekjelölt útközben kikotyogta titkát, és a felháborodott püspökök valamint a király újra választásra bírta a szerzeteseket. János király nyomására az érseki jelölést John de Grey kapta, aki szintén Rómába vette útját, hogy Ince kegyeit elnyerje.
A pápa azonban mindkét jelöltet elutasította. Reginaldot azért, mert törvénytelenül választották meg, de Greyt pedig azért, mert Reginald után választották meg, tehát egy jelölttel szemben. János 3000 aranymárkát ajánlott fel a pápának, ha az de Grey mellett dönt. De Ince nem volt megvesztegethető, így a pápa a Rómában tartózkodó canterburyi szerzeteseket összegyűjtve saját jelöltjét választatta meg Canterbury érseki székébe, név szerint Stephen Langtont. 1207. június 17-én Ince személyesen szentelte fel Langtont Viterbóban, majd írt egy levelet János királynak, hogy fogadja el az új érsek személyét. De a király nem akart belenyugodni kudarcába, és nem engedte országába Langtont, majd a Christ Church szerzetesein állt bosszút, és elragadta minden vagyonukat. Ince válaszul 1208. március 24-én egész Angliát interdiktum alá helyezte. János erre szembefordult a klérussal, és több egyházi méltóságot is megfosztott hivatalától és vagyonától is. A pápa erre 1209-ben kiközösítette Jánost az egyházból, majd 1212-ben megfosztotta őt trónjától, és az ítélet behajtását Fülöp Ágost királyra bízta. Földnélküli János végül arra eszmélt, hogy a francia seregek országa határainál állnak és elveszítette a lordok valamint a klérus támogatását is. Mindezek hatására János felkereste Pandulphot, Ince pápai legátusát, és megígérte neki, hogy elfogadja Langton kinevezését, visszaadja az elvett javakat és méltóságokat a klérusnak, és mindezen felül kártérítést fizet az angol egyháznak. Sőt 1213. május 13-án János egész királyságát hűbérül adta Incének, és évi 1000 márka adó fizetésére kötelezte magát. A pápa feloldotta az átkot Jánosról, és miután beváltotta minden ígéretét 1214-ben az interdiktumot is semmissé nyilvánította.
Az angol főuraknak azonban nem nyerte el a tetszését János hűbéresküje, de leginkább a király túlkapásai és igazságtalan kormányzása ellen emeltek hangot. A lázadásba torkolló elégedetlenség végül a Magna charta libertatum kiadásához vezetett. Pandulph sokat könyörgött az uralkodónak, hogy ne írja alá a Chartát, ugyanis azzal megtöri hűbéres esküjét. Miután János kénytelen volt elismerni a Chartában foglaltakat, Ince semmisnek és érvénytelennek bélyegezte a dokumentumot. Nem azért, mert a Charta túl sok szabadságjogot garantál a lordoknak és az angol népnek, hanem azért, mert az erőszakkal lett kikényszerítve.

#### Nyugattól keletig
Ince politikája behálózta az egész keresztény világot. Minden uralkodóval levelezett, és a legtöbb politikai konfliktusba be is avatkozott. Ez történt 1204-ben is, amikor egyházi átokkal sújtotta IX. Alfonz, kasztíliai királyt, mivel közeli rokonát, Berengariát vette feleségül. Az egyház vérfertőzésnek minősítette a frigyet, és a pápai átok után hamarosan sikerült elválasztani a kasztíliai uralkodói párt. 1208-ban a portugál udvarban zajlott le hasonló eset, amikor Alfonz, a portugál trón örököse házasságra akart lépni Urraca nevű unokahúgával. Incének itt is sikerült érvénytelenítenie a házasságot. II. Péter, Aragónia királya országát a pápa hűbérbirtokának ajánlotta fel, amelyet Ince szívélyesen fogadott, majd 1204-ben Rómában koronázta meg Pétert. Az Ibériai-félszigeten azonban a pápa a mórok elleni hadjáratokban is tevékeny szerepet vállalt. Összefogta a hajdani Hispánia keresztény uralkodóit, és keresztes háborút hirdetett a muzulmán mórok ellen. 1212-ben a Navas de Tolosa melletti csatában ez a hadjárat sikert hozott, a keresztény hadaknak sikerült megtörniük a mórok uralmát.
Északon az egyházfő igyekezett védelmet nyújtani Norvégia népének a zsarnoki hatalommal uralkodó Sverre királlyal szemben. Majd a kegyetlen uralkodó halála után beleavatkozott a trónviszályba, és végül II. Inge királyt segítette trónra. Svédországban igyekezett megerősíteni az egyházi rendet, és X. Erik királyt rábeszélte a pápa által küldött korona elfogadására, majd Erik halála után a svéd trónviszályba is beleavatkozott. 1209-ben támogatta egy ciszterci szerzetes, Krisztián barát térítő munkáját a pogány poroszok között. Krisztiánt később püspöki rangra emelte.
Magyarországon többször is latba vetette befolyását, hogy elsimítsa az Imre király és öccse, András herceg közötti trónviszályt. Andrást a pápa igyekezett rávenni egy keresztes hadjárat indítására. I. Ottokár, Csehország királyának egyik megbízottja, Ottó a pápaság kezébe helyezte a királyságot hűbérbirtokul. Incének személyes befolyásával kellett rendet teremtenie a lengyel klérus hatásköri vitájában.
Kiemelkedő fontossággal bírt Ince pontifikátusában a keleti egyházakkal való kapcsolat. Ennek egyik legfontosabb állomása volt, hogy Kalojant, Bulgária uralkodóját, cárját királlyá koronázta 1204-ben pápai legátusán, Leó bíboroson keresztül. A bolgár uralkodó több évig a római katolikus egyházhoz tartozott. A pápának eltökélt szándéka volt, hogy újra Róma alatt egyesíti a nagy egyházszakadás után kettévált bizánci és nyugati rítusú keresztény világot. A tárgyalások is jelentős sikereket hoztak a pápai udvarnak, de később egy félresiklott keresztes hadjárat végül valóra váltotta Ince álmát.

### Eretnekek és keresztesek

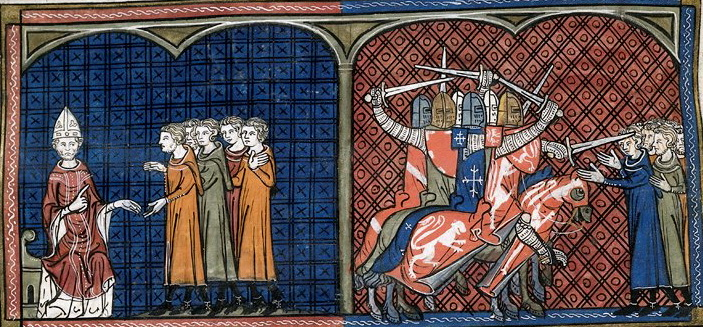
III. Ince kiátkozza a katharokat, majd az ellenük folyó keresztes hadjárat korabeli ábrázolása

#### Az albigensek

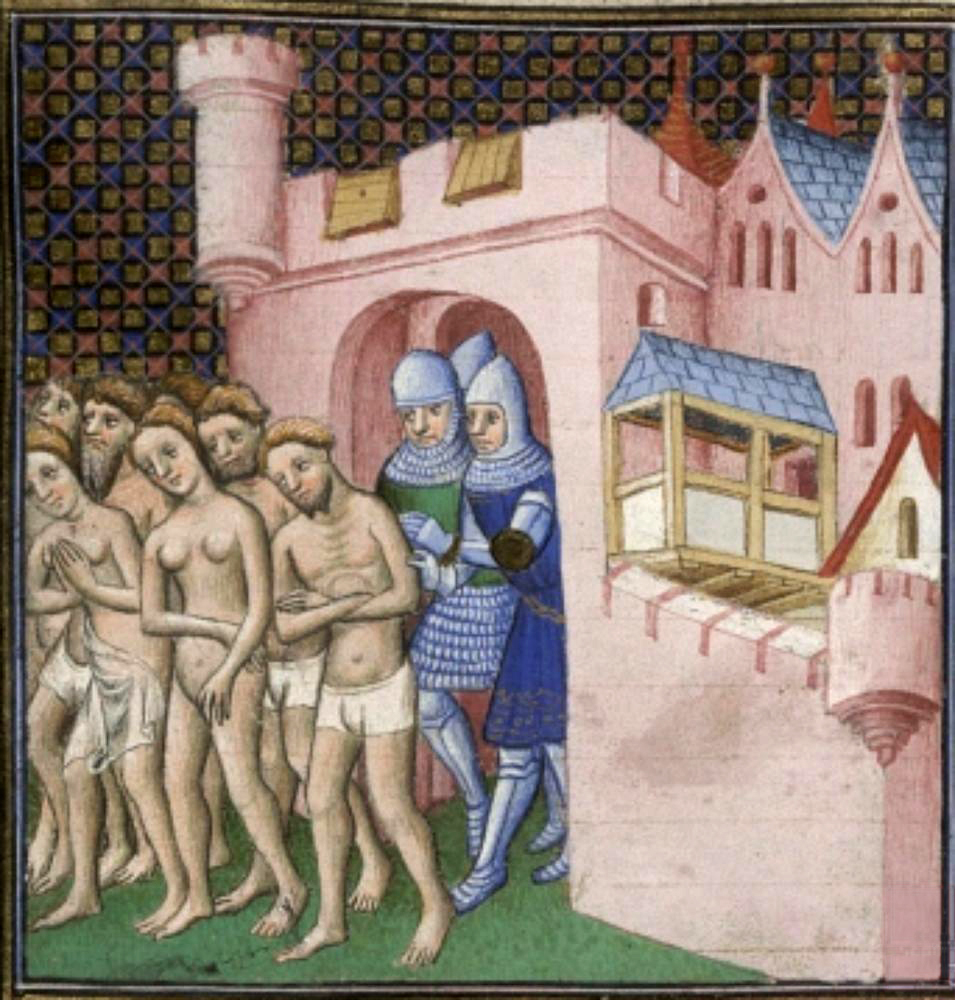
A keresztesek kiűzik a megalázott albigenseket Carcassonne-ból (1209)

Ince a középkor történelmének legmeghatározóbb egyházfője világszerte ismert volt hitbuzgóságáról, ezért pontifikátusának legfőbb pillére volt a tiszta katolikus hit védelme, jelentsen ez fellépést az eretnekek ellen vagy keresztes háborúkat a Közel-Keleten. Az erős pápai állam a 13. század elején minden erejével az eretnek szálak elvarrása mellett vette fel a harcot. Ince jóváhagyásával indultak el magyar seregek Szerbia és Bulgária egyes részei ellen, mivel attól a pápa a bogumil eretnekség visszaszorítását várta. Többször támogatta a manicheusok elleni fellépést is, de volt egy eretnekség, amely mindennél nagyobb teret hódított Európában, és azon belül is leginkább Franciaország Languedoc nevű déli tartományában. Ezek a katharok ("tiszták") vagy más néven albigensek (Albi városról) voltak. 
A katharok régiója akkoriban Európa leggazdagabb és virágzóbb területe volt. Közel két évszázados virágzás után először 1206-ban találták szembe magukat a megerősödött pápai hatalommal. Incének eltökélt szándéka volt, hogy a kathar eszmék követőit, akik az egyház történetében közel kilencszáz éve nem látott méreteket öltöttek, eltérítse „tévútjukról”. A pápa először térítő papokat küldött Dél-Franciaországba, előbb cisztercieket, majd ezek sikertelensége után az albigensek életmódjához hasonlóan szerényen élő domonkosokat. A térítők azonban nem jártak sikerrel, hiszen a köznép mellett jelentős volt a helyi nemesség támogatása, sőt mi több hamar kiderült, hogy a languedoc-i püspökök sincsenek ellene. Amikor a békés térítés nem járt eredménnyel, Ince a nemesek segítségét kérte az eretnek eszmék megfékezésére. A helyi nemesség azonban még akkor sem állt Ince oldalára, amikor az egyházi átokkal fenyegette meg őket. 1207-ben a legtehetősebb déli urat, VI. Rajmundot, Toulouse grófját kiközösítette az egyházból. Ezután Ince II. Fülöp Ágost királyhoz fordult segítségért, de a király is megtagadta a segítséget.
Ince 1209-ben keresztes hadjáratot hirdetett az albigensek ellen, és kihirdette, hogy az eretnekeket tűzzel-vassal kell kiégetni a hithű kereszténység testéből. Lyonban közel tízezres sereg gyűlt össze a pápa hívó szavára, majd innen délnek indulva kezdetét vette a húsz éven át tartó kegyetlen hadjárat.
Ince és az egész középkori pápaság egyik legvitatottabb döntése volt a hadjárat elindítása. Az eretnek tanok elpusztítása mellett ugyanis a hadjárat erős gazdasági-politikai színezetet kapott. A korabeli krónikások az egyház számlájára írták, hogy éppen Ince ítélte el korábban a keresztények ellen vívott háborúkat, majd ő robbantotta ki korának legkegyetlenebb vérengzését keresztény területen. A Simon de Montfort vezette keresztes hadjárat hamar a francia király támogatását is kivívta, ugyanis II. Fülöp rádöbbent, hogy a dél-francia területeket így végre trónja alá tudja vetni. Ez mindaddig Languedoc gazdasági ereje miatt lehetetlen volt. A kegyetlen harcok 1229-ig húzódtak és a katharok kiirtásához, a mediterrán területek teljes összeomlásához és elszegényedéséhez vezetett. Nem is beszélve arról, hogy a terület feletti hatalmat a királyhoz hű urak szerezték meg.

#### Koldulórendek és inkvizíció

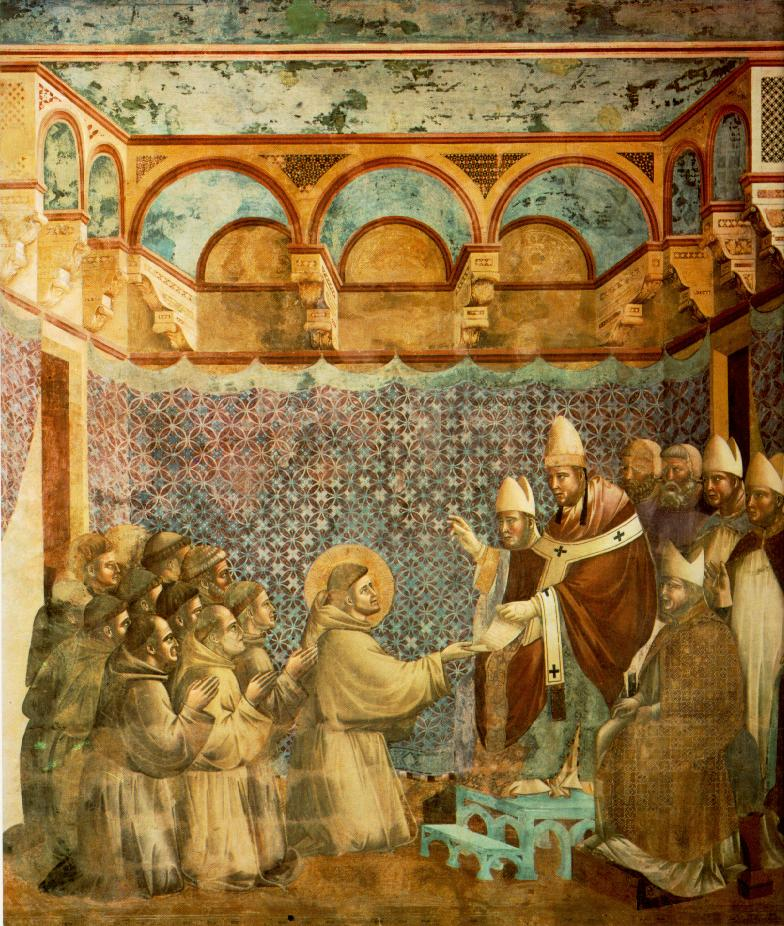
Giotto di Bondone: III. Ince elfogadja Assisi Szent Ferencnek a ferences rend alapítójának szabályzatát

A középkor egyháztörténetének szerves részét képezi a különböző új irányzatok megjelenése, amelyek valószínűleg azért alakultak ki, mert a korábban emberközeli egyház hatalmi harcai során igen távol került a köznéptől. A fényűző palotákban élő klérus nem volt feltétlen hiteles az egyszerű embereknek. Ezért jelentek meg az eretneknek bélyegzett mozgalmak, a katharok vagy a valdensek, de ezért tűntek fel a koldulórendek is. Ince pontifikátusa alatt kezdett el prédikálni Assisi Szent Ferenc, a ferences rend alapítója, aki feladva vagyonát a népnek magyarázta és értelmezte a Bibliát azok anyanyelvén. Emellett több társadalmi feladatot is ellátott követőivel. Szent Ferenc történetének legkülönösebb vonása, hogy tanai igen hasonlítottak a valdensek által hirdetett igéhez. Mégis Ferencnek sikerült igazolnia az egyház felé, hogy követőivel olyan eszmét terjesztenek az emberek között, amely tiszteli és elismeri az egyházat és annak tanításait.
A klérus jelentős része bizalmatlanul fogadta Ferenc kérelmét, hogy az egyház karolja fel tevékenységüket. A gazdag papság ugyanis az eretnekekhez mérte őket, és féltek a szegényebb rétegek fellázadásától is. Ince azonban megértette Ferenc missziójának politikai hasznát. Átlátta, hogy az eretnekekkel átfont keresztény világban csak egy olyan prédikáló rend képes igazán hatásos lenni, amely láthatóan közel áll az átlagemberhez. A szegénységben élő hitbuzgó testvérek pedig alkalmasak voltak az egyházba vetett hit megerősítésére. 1210-ben Ince nemcsak támogatásáról biztosította Ferencet, hanem a katolikus egyház rendjei közé jegyeztette a ferenceseket.
Szent Domonkos is ugyanebben az időben lépett fel. A köznép lelki szükségletét felismerve Assisi Szent Ferenctől függetlenül ugyanazon felismerésre jutott. Híveivel feladták minden vagyonukat, és oktatták valamint gyógyították a szegényeket. A rend pedig a koldulásból tartotta fenn magát. A megalakuló Domonkos-rend hasonlóan a ferencesekhez szintén elnyerte Ince támogatását, de a pápai elismerést csak később, III. Honoriustól kapták meg.
A domonkosoknak azonban a pápaság más szerepet is szánt, mint az önkéntes népoktatás és gyógyítás. Ugyan Ince idejében lépett nagyobb súllyal életbe az inkvizíció, a domonkosok csak később kapták meg a jogot az eretnekek felkutatására és megítélésére. A világi hatalom segítő kezét azonban Ince kérte először. A katharok és valdensek visszaszorításában kiemelt szerepet játszott az egyházi kihallgatás, amely az elkobzott birtokok miatt hamar érdekeltté tette az államot is. A későbbi korokban hirhedté és rettegetté vált inkvizíció alapjait a kiváló egyházjogász hírében álló Ince teremtette meg.

#### A negyedik keresztes hadjárat
Ince tizennyolc éves pontifikátusa során többször is indított keresztes hadjáratot. Az elsőt a mórok ellen indította, majd az albigensek visszaszorításáért hívta fegyverbe Európa lovagjait. A Közel-Kelet és Bizánc megsegítésére ugyan többször is felszólította az uralkodókat, szavai egészen 1200-ig süket fülekre találtak. Ince azonban nem akarta a becstelen uralkodókat megszólítani a kereszténység védelmében, hiszen akkor Richárd, Anglia királya és II. Fülöp, francia király egymás ellen hadakoztak, míg a Német-római Birodalom uralkodója bizonytalan trónon várta a pápa támogatását.

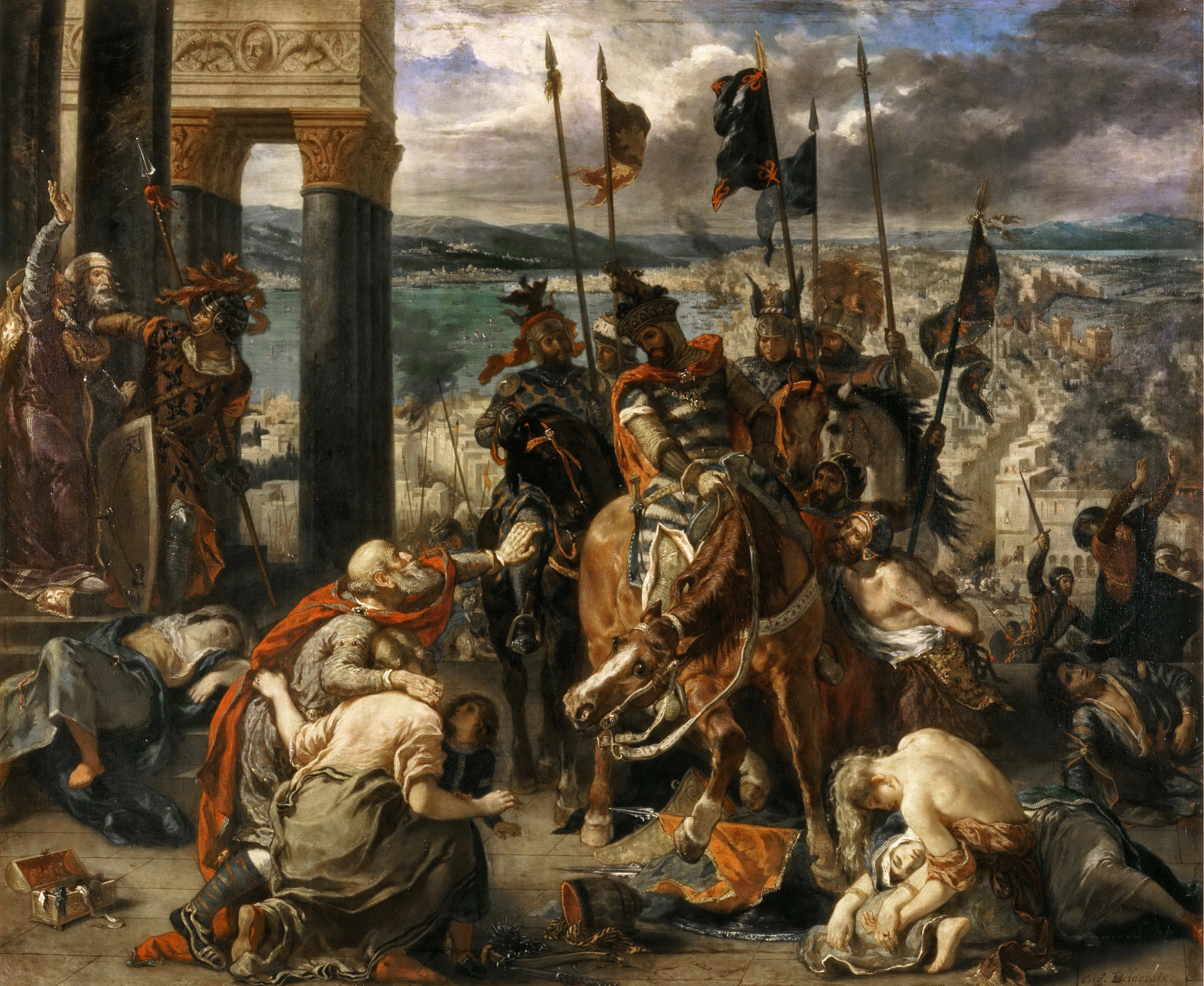
Konstantinápoly második ostroma

Ince ezért úgy döntött, hogy prédikációjában a lovagokat, Európa keresztény népét szólítja meg. A felszólítás végül sikeres volt, és Champagne-ból kiindulva végre megkezdődött a negyedik keresztes hadjárat szervezése. Lovagok és más kalandorok ezrei jelentkeztek a hosszú útra, amely Ince rábeszélésére a Velencei Köztársaságból indult. A velencei hajók 85 ezer márkáért cserébe hajlandóak voltak elszállítani az egész keresztes hadat a célállomásként megjelölt Egyiptomba kilenc hónapra elegendő élelmiszerrel fedélzetükön. Az Adriai-tenger virágzó kikötőjébe sereglő keresztesek azonban a viteldíj töredékét tudták csak kifizetni a dózsénak. A saját hasznát mindig előtérbe helyező Velence nem volt hajlandó megfelelő fizetség nélkül útnak indulni, Ince hiába érvelt a keresztény hitnek tett szolgálat fontosságával. Végül a köztársaság méltán legnagyobb dózséja, Enrico Dandolo dózse 1202-ben dönteni kényszerült, ugyanis a hatalmas sereg csőcselékje már a város épségét fenyegette. Enrico úgy döntött, hogy elszállítja a kereszteseket, ha azok fizetség gyanánt elfoglalják Zára városát a magyar uralkodótól. Ince egyházi átokkal fenyegette meg a dózsét, amennyiben keresztények ellen fordítja a sereget, ez azonban a fényes keleti kincsekről álmodó lovagokat és a dózsét sem hatotta meg. 1202-ben a sereg elfoglalta Zárát, majd Ince kiközösítése ellenére folytatta útját a Földközi-tenger felé.
A Korfunál telelő flotta azonban újabb kecsegtető ajánlatot kapott Alexiosz Angélosz, bizánci hercegtől. A herceg azt kérte Dandolo dózsétól, hogy segítsék vissza a trónra elűzött atyját, II. Izsákot, és cserébe busásan megjutalmazza a flottát, elismeri a pápa fennhatóságát a konstantinápolyi pátriárka felett és jelentős flottával járul hozzá az egyiptomi keresztes hadjárathoz. A váratlan fordulat nemcsak a dózse és a lovagok vezetőinek tetszését vívta ki, hanem titokban Ince ínyére is vált, hiszen így végre valóra válhatott a görög és a latin egyház újraegyesülése. 1204-ben a keresztesek tehát megostromolták Konstantinápolyt, és a trónra emelték Izsákot, aki lemondott trónjáról gyermeke javára. IV. Alexiosz császár azonban csak népszerűtlen adókkal és a templomok aranytárgyainak beolvasztásával tudta kielégíteni a kereszteseket. A fellázadó nép elüldözte őt a trónról, és helyére V. Alexioszt tették meg császárrá. A mesés ígéretből kimaradó keresztesek dühükben másodjára is ostrom alá vették a várost, és évszázadokon át hírhedtté vált kegyetlen vérengzést rendeztek Bizánc falain belül. Ince ugyan kiátkozta a féktelen keresztes sereget és egész Velencét, azt azonban szívesen fogadta, hogy a velenceiek által létrehozott Latin Császárság az ő felsőbbségét fogadta el, és újra olyan pátriárka került Konstantinápoly élére, aki Rómát ismerte el felsőbbrendűnek. A negyedik keresztes háború azonban Ince pontifikátusának korát, az eltorzult eszméket mutatta meg, amely méltatlan volt a Szentszékhez.

#### Egyetemes zsinat a Lateránban
Pontifikátusának egyháztörténeti szempontból legfontosabb mozzanata volt az 1213. április 13-án kelt bulla, amely a Lateránba hívta a keresztény világ minden főpapját. A negyedik lateráni egyetemes zsinat a jogász pápa uralkodásának összegzése volt, és Ince munkásságának szentesítése is. Az 1215. november 15-én megnyíló zsinatot a krónikások gyakran nevezték Általános zsinatnak is, ugyanis a gyűlésen soha nem látott számban jelentek meg az egyház különböző vezetői. 71 pátriárka (köztük a jeruzsálemi és a konstantinápolyi) és metropolita, 412 püspök és 900 apát érkezett Rómába a zsinatra.
A lateráni gyűlésen kiemelt szerepet kapott egy újabb keresztes hadjárat szervezése, amely a keresztény világ elkötelezettségét hivatott kifejezni a Palesztina területén fekvő keresztes királyságok felé. A zsinaton elnöklő Ince hetven dekretáliát fogadtatott el a zsinattal, amelyek között az egyházi élet minden területét felölelő rendelkezések szerepeltek. (Ezért nevezte a történetírás Incét a kánonjog atyjának.) A zsinat 68. határozata előírta, hogy a keresztény világban élő zsidóknak és muszlimoknak megkülönböztető ruhadarabokat, vagy jelet kell viselniük. Ince újra megerősítette a laikus invesztitúra tilalmát, amelyet megtoldott azzal, hogy világi személy nem avatkozhat be az egyház ügyeibe. Igen heves vitát hozott az eretnekek ellen felhozott intézkedések foganatosítása, amellyel kapcsolatban Szent Domonkos rendje és az inkvizíció is felmerült, de ezekről véglegesen III. Honorius pápa döntött. A zsinaton a jelenlévő pátriárkák ismét elismerték Róma primátusát.
A zsinatnak tehát két célja volt. Egyrészt megerősítette és kánonjogba foglalta Ince pontifikátusának eredményeit illetve reformjait, másrészt pedig iránymutatást adott a jövőre vonatkozólag. Az ötödik keresztes hadjárat, amely méltó a Szentszékhez, Ince utolsó nagy álma volt.

### Halála
Ince a lateráni zsinaton még nem sejtette, hogy az ötödik keresztes hadjárat kihirdetése után sosem sikerül annak kezdetét megérnie. A tevékeny éveket élt pápa a hadjárat szervezése közben váratlanul rosszul lett, és Perugia városában 1216. július 16-án mindössze ötvenöt évesen meghalt. Testét a perugiai katedrálisban helyezték örök nyugalomra. 
Halála után a történetírók pontifikátusának több részét is bírálták, gyakran felvetették, hogy igazságtalanul, vagy nem teljesen szent emberként cselekedett, azzal azonban mindannyian egyetértettek, hogy korának leghatalmasabb politikai karaktere volt, akinek sikerült a nehéz helyzetbe került egyházat hatalmának csúcsára emelnie.
1891 decemberében XIII. Leó pápa, Ince nagy tisztelője úgy döntött, hogy a hatalmas pápa földi maradványait átszállíttatja Perugiából a lateráni székesegyházba.

## Irodalmi munkássága
Ince energikus és eseménydús uralkodása irodalmilag is termékenynek mondható. A későbbi korok számára gyakran útmutatóként szolgáló művek nagyban hozzájárultak ahhoz, hogy a történészek megismerjék Ince pontifikátusának lépéseit. Másrészt a középkor egyházáról, társadalmáról és politikai szokásairól is bőséges leírással szolgálnak ezek a művek. Legismertebb alkotása a Registrum Innocentii III super negotio imperii (magyarul: III. Ince és a császár tárgyalásainak összefoglalása). Ez a mű a pápa leveleinek és dekrétumainak gyűjteménye, amely a későbbiekben gyakran adott tanácsot az egyházfőknek.
Első jelentős műve, a De contemptu mundi, sive de miseria conditionis humanae libri III, azaz a Három könyv a világ megvetéséről, avagy az emberi lét nyomorúságáról akkor született, amikor III. Celesztin uralkodása alatt visszavonult Anagniba. Ez az aszketikus értekezés Ince emberismeretéről és mély hitéről ad tanúbizonyságot. A De sacro altaris mysterio libri VI értekezés a korabeli miserendről ad értékes információkat. A liturgikus rend minden mozzanatát és eredetét rögzítő értekezés az egyetlen részletes híradás a középkori miséről. A De quadripartita specie nuptiarum kezdetű szövegmagyarázat a Szentírás négyes házassági kötelékéről szól, amely:
- férfi és nő között
- Jézus Krisztus és az egyház között
- Isten és a tiszta lélek között
- valamint az Ige és az emberi természet között köttetett.

Fennmaradt hetvenkilenc prédikációja közül a Desiderio desideravi kezdetű a leghíresebb és ezt idézték később a legtöbbször. Ezzel a prédikációval nyitotta meg a lateráni zsinatot.

### Művei
- Documenta Catholica Omnia (latin nyelven). (Hozzáférés: 2011. december 6.)

#### Művei magyarul
- Himnusz Mária mennybevitelére In: Sík Sándor: Himnuszok könyve, Szent István Társulat, Budapest, 1943, 321–325. o.
- Lotario dei Segni (III. Ince pápa): Az emberi lét nyomorúságáról. Fordította, az előszót és a jegyzeteket írta Lőkös Péter. Budapest, 2005